# رود گونوکاوا
رود گونوکاوا (به لاتین: Gōnokawa River) یک رود در ژاپن است که در استان شیمانه واقع شده‌است.